# Abdelazer
Abdelazer or The Moor's Revenge (Abdelazor ou la Revanche du Maure) [Z 570] est un drame en prose d'Aphra Behn, représenté en 1676 au Dorset Garden Theater de Londres par la Compagnie du duc d'York, puis repris en 1695 avec une musique de scène d'Henry Purcell (ouverture, rondeau, airs de danse, air pour soprano Lucinda is bewitching fair).
Le rondeau tiré de la suite orchestrale d’Abdelazer (Abdelazer Suite en anglais) est l'un des morceaux les plus célèbres du compositeur anglais, repris notamment dans le film britannique de 2005 Orgueil et Préjugés (Pride & Prejudice) de Joe Wright. Dans la bande originale de Dario Marianelli il est intitulé A Postcard to Henry Purcell.

C'est cette même pièce qui a servi de point de départ aux variations pour orchestre de Benjamin Britten intitulées The Young Person's Guide to the Orchestra (1946). Elle a été employée plus tard comme musique d'ouverture du film Moonrise Kingdom (2012) par le réalisateur Wes Anderson.